# Ángel Correa
Ángel Martín Correa Martínez (Rosário, 9 de março de 1995) é um futebolista argentino que atua como atacante. Atualmente defende o Tigres UANL.

## Clubes

### San Lorenzo
Nascido em Rosário, Santa Fé, Correa se juntou as categorias de base do San Lorenzo, em 2007, aos 12 anos, após um período experimental.
Correa assinou um contrato profissional de quatro anos com o clube em 23 de setembro de 2012, e foi promovido para a primeira equipe em janeiro de 2013. Em 31 de março daquele mesmo ano, jogou sua primeira partida como profissional, entrando em campo no segundo tempo como substituto em uma derrota por 1-0 contra o Newell's Old Boys.
Em 11 de maio de 2014, Correa marcou seu primeiro gol como profissional, na vitória por 3-0 em casa contra o Boca Juniors. Ele terminou o Campeonato com 13 jogos (oito partidas, 747 minutos de ação), marcando quatro gols.

### Atlético de Madrid
Ainda em maio de 2014, o San Lorenzo e o Atlético de Madrid acordaram em sua transferência por cinco temporadas e valores não divulgados. Entretanto, um problema cardíaco foi detectado nos exames médicos antes do fechamento do acordo. Correa submeteu-se a intervenção cirúrgica e após sua total recuperação, assinou o contrato no final do ano, em dezembro.
Pelos Colchoneros foram 10 temporadas, onde disputou 468 partidas, marcou 88 gols e deu 60 assistências. Pelo clube, foi campeão da La Liga, da Liga Europa e da Supercopa da Europa.

### Tigres
Em 9 de julho de 2025, o Tigres, do México, anunciou a contratação de Correa. Os mexicanos pagaram cerca de 10 milhões de euros (R$ 63,9 milhões) ao Atlético de Madrid, de acordo com a imprensa espanhola.

## Seleção Nacional
Estreou pela Seleção Argentina principal em 4 de setembro de 2015 em partida amistosa contra a Bolívia.
Foi convocado para a disputa dos Jogos Olimpicos de 2016 no Brasil.

## Títulos
San Lorenzo
- Campeonato Argentino: 2013 Inicial/Clausura
- Copa Libertadores da América: 2014

Atlético de Madrid
- Campeonato Espanhol: 2020–21
- Liga Europa da UEFA: 2017–18
- Supercopa da UEFA: 2018

Seleção Argentina
- Copa América: 2021
- Finalíssima: 2022
- Copa do Mundo: 2022

Seleção Argentina Sub-20
- Sul-Americano Sub-20: 2015